# Sparkle
Stephanie Edwards, professionellt känd som Sparkle, född 12 augusti 1975 i Chicago, Illinois, är en amerikansk sångare. 

## Karriär
Sparkle nådde berömmelse under sena 1990-talet som en protegé till R. Kelly. Deras duett "Be Careful" blev en radiohit under 1998 som nådde förstaplatsen på amerikanska topplistan Hot R&B Airplay. Sparkles självbetitlade debut kom tätt efter och nådde tredjeplatsen på amerikanska albumlistan och nådde så småningom guldstatus. Hon och R. Kelly gick därefter skilda vägar efter meningsskiljaktigheter kring hennes fortsatta musikkarriär. När albumuppföljaren Told You So kom 2000 var bemötandet svalt.

## Diskografi

### Album
| Sparkle                                                                            | - Släppt: 19 maj 1998 - Skivbolag: Rockland / Interscope - Format: CD, kassett, LP | 3   | 2  | 42 | 57 | - USA: Guld | - USA: 500 000 (Försäljningssiffror baserade på certifikat utfärdat av RIAA 7 december 2000) |
| Told You So                                                                        | - Släppt: 24 oktober 2000 - Skivbolag: Motown / Universal - Format: CD, LP         | 121 | 31 | —  | —  |             |                                                                                              |
| "—" betecknar album som inte utgavs i det landet eller som inte gick in på listan. |                                                                                    |     |    |    |    |             |                                                                                              |

### Singlar
| "Be Careful" (duett med R. Kelly)                                                    | 1998 | — | —  | 50 | 4 | 52 | 7  | Sparkle     |
| "Lovin' You" / "What About"                                                          | 1998 | — | —  | —  | — | —  | 65 | Sparkle     |
| "Time to Move On"                                                                    | 1998 | — | —  | —  | — | —  | 40 | Sparkle     |
| "It's a Fact"                                                                        | 2000 | — | 62 | —  | — | —  | —  | Told You So |
| "—" betecknar singlar som inte utgavs i det landet eller som inte gick in på listan. |      |   |    |    |   |    |    |             |

### Promosinglar
| "Good Life" (featuring Memphis Beek)                                                 | 2001 | —  | Told You So |
| "When a Woman's Heart Is Broken"                                                     | 2001 | —  | Told You So |
| "So Bad"                                                                             | 2012 | 34 | i.u.        |
| "—" betecknar singlar som inte utgavs i det landet eller som inte gick in på listan. |      |    |             |